# Liste Schweizer Orte und Gemeinden, die den Klimanotstand ausgerufen haben
Die Liste Schweizer Orte und Gemeinden, die den Klimanotstand ausgerufen haben umfasst – in chronologischer Reihenfolge – alle Schweizer Gemeinden, Städte und Kantone, die den Klimanotstand ausgerufen haben.

## Gemeindeebene
| #  | Stadt / Gemeinde | Kt. | Klimanotstands- erklärung am | Bemerkungen | Klima- Bündnis Mitglied seit |
| -- | ---------------- | --- | ---------------------------- | --- | ---------------------------- |
| 1  | Liestal          | BL  | 27. Feb. 2019                | Am 27. Februar 2019 verabschiedete der Einwohnerrat von Liestal (Kanton Basel-Landschaft) eine Resolution zum Klimanotstand. Der Vorstoss verpflichtet, bei allen Geschäften die Auswirkungen auf das Klima zu berücksichtigen. |                              |
| 2  | Olten            | SO  | 29. März 2019                | Am 29. März 2019 rief die Stadt Olten (Kt. SO) den Klimanotstand aus. Ziel ist es hier, bis 2030 keine Treibhausgase mehr auszustossen.                                                                                         |                              |
| 3  | Wil              | SG  | 16. Mai 2019                 | Am 16. Mai 2019 hat Wil (Kanton St. Gallen) den Klimanotstand ausgerufen. |                              |
| 4  | Bern             | BE  | 27. Mai 2019                 | Am 27. Mai 2019 hat der Berner Gemeinderat den Klimanotstand ausgerufen, oder zumindest so getan. | 2004                         |
| 5  | Thun             | BE  | 27. Juni 2019                | Am 27. Juni 2019 hat der Thuner Stadtrat den Klimanotstand ausgerufen. | 1995                         |
| 6  | Köniz            | BE  | 16. September 2019           | Am 16. September 2019 hat der Grosse Gemeinderat (Parlament) die Richtlinienmotion „Klimanotstand in der Gemeinde Köniz“ mit 25 gegen 12 Stimmen als erheblich erklärt.                                                         |                              |
| 7  | Kriens           | LU  | 26. September 2019           | Am 26. September 2019 hat der Krienser Einwohnerrat (Legislative) den Klimanotstand beschlossen. |                              |
| 8  | Lugano           | TI  | 6. Oktober 2019              | Am 6. Oktober hat das Stadtparlament von Lugano eine Resolution zur «emergenza climatica» angenommen. |                              |
| 9  | Locarno          | TI  | 14. Oktober 2019             | Am 14. Oktober 2019 hat das Stadtparlament von Locarno eine abgeschwächte Resolution angenommen. Zuvor war ein stärkerer Antrag abgelehnt worden.                                                                               |                              |
| 10 | Burgdorf         | BE  | 9. Dezember 2019             | Am 9. Dezember 2019 hat das Stadtparlament Burgdorf auf Antrag der Gemeinderates (Exekutive) den Klimanotstand beschlossen. |                              |
| 11 | Spiez            | BE  | 22. November 2021            | Am 22. November 2021 hat das Spiezer Gemeindeparlament auf eine Motion des Jugendrats den Klimanotstand ausgerufen. |                              |

## Kantonsebene
| # | Kanton             | Klima- notstand Erklärung am | Bemerkungen | Klima- Bündnis Mitglied seit |
| - | ------------------ | ---------------------------- | --- | ---------------------------- |
| 1 | Kanton Basel-Stadt | 20. Feb. 2019                | Am 20. Februar 2019 rief der Grosse Rat von Basel (Kt. BS), das Kantonsparlament der drittgrössten Stadt der Schweiz, den „Klimanotstand“ aus. Zwar hat das keine rechtliche Bindung, aber die Resolution wurde mit 71 Ja- und 17-Nein-Stimmen bei 6 Enthaltungen angenommen. Baselstadt ist damit die erste Schweizer Gebietskörperschaft, der einen solche Beschluss fasste. | 1993                         |
| 2 | Kanton Waadt       | 19. März 2019                | Am 19. März 2019 rief der Kanton Waadt mit einer grossen Mehrheit den Klimanotstand aus. Skeptisch waren vor allem Vertreter der SVP. |                              |
| 3 | Kanton Jura        | 27. März 2019                | Am 27. März 2019 erklärte das Parlament des Kantons Jura den Klimanotstand. |                              |
| 4 | Kanton Zürich      | 13. Mai 2019                 | Am 13. Mai 2019 hat das Parlament des Kanton Zürich zwei Vorstösse an den Regierungsrat überwiesen, welche das Ziel haben, den Klimanotstand auszurufen. | 1993                         |
| 5 | Kanton Bern        | 4. Juni 2019                 | Am 4. Juni 2019 will der Grosse Rat des Kantons Bern keinen Klimanotstand ausrufen, aber all jene Geschäfte prioritär behandeln, die den Klimawandel abschwächen können. Zudem soll der Klimaschutz in der Kantonsverfassung verankert werden. |                              |
| 6 | Kanton Luzern      | 24. Juni 2019                | Am 24. Juni 2019 hat der Luzerner Kantonsrat den Klimanotstand ausgerufen. |                              |

Der Regierungsrat des Kantons Thurgau ruft keinen Klimanotstand aus, da er keine Symbolpolitik betreiben will. Stattdessen will er eine kantonale Koordinationsstelle „Klimawandel“ aufbauen um ab sofort (17. Mai 2019) konkrete Klimaschutzziele zu erarbeiten.